# Першотравенська сільська рада (Софіївський район)
| Першотравенська сільська рада — колишній орган місцевого самоврядування у Софіївському районі Дніпропетровської області з адміністративним центром у с. Перше Травня. Сільській раді підпорядковані населені пункти: - с. Перше Травня - с. Андріївка - с. Вербове - с. Ганно-Миколаївка - с. Криничувате - с. Любе - с. Макорти - с. Нова Зоря - с. Олександрівка - с-ще Потоцьке - с. Южне |

## Склад ради
Рада складається з 14 депутатів та голови.

## Керівний склад сільської ради
| ПІБ                      | Основні відомості                                                         | Дата обрання | Дата звільнення |
| ------------------------ | ------------------------------------------------------------------------- | ------------ | --------------- |
| Руденко Інна Анатоліївна | Сільський голова, 1970 року народження, освіта, член Партії регіонів      | 26.03.2006   | 31.10.2010      |
| Вощина Наталя Дмитрівна  | Сільський голова, 1952 року народження, освіта вища, член Партії регіонів | 31.10.2010   |                 |

Примітка: таблиця складена за даними джерела